# 辻堂地区 (藤沢市)

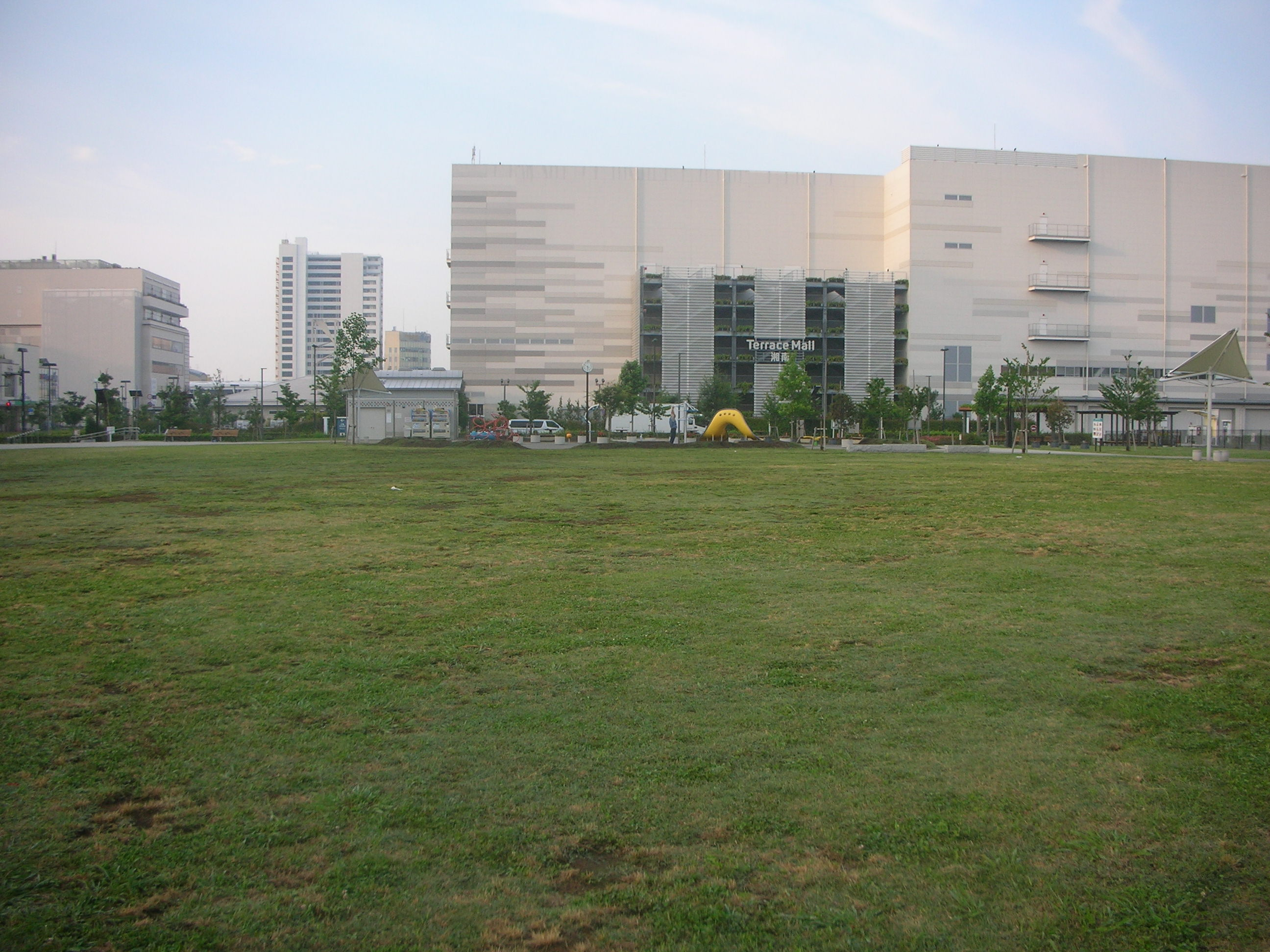
辻堂 神台公園/関東特殊製鋼跡

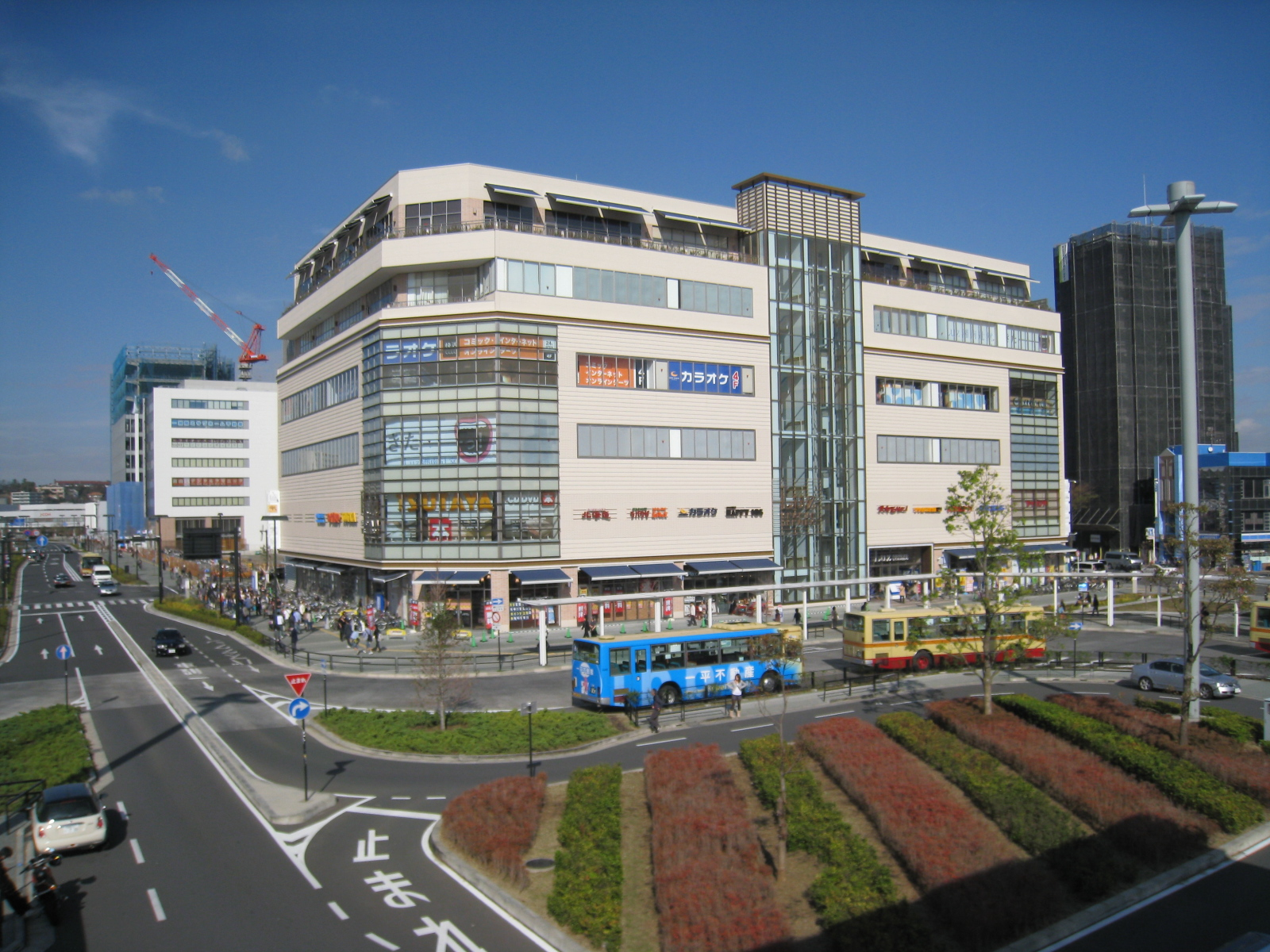
辻堂駅北口再開発

辻堂地区（つじどう）は、神奈川県藤沢市の南西部に位置する地区。

## 地理
西は茅ヶ崎市境と接している。東端には引地川があり、北西部は国道1号と接し、南側は海で海水浴場（辻堂海岸）がある。
- 現在の中心は東海道本線の辻堂駅で、北口と南口と西口とで分かれており、北口は藤沢市の湘南ライフタウン方面、南口は辻堂海岸方面、西口は茅ヶ崎市の松浪・赤羽根方面に位置している。
  - 北口方面には、長年駅前に関東特殊製鋼の本社工場があったが、2002年に撤退。現在は跡地を中心として湘南C-Xとして再開発が進行中である。また、北口から北東方向には中居正広の実家や母校の明治中学校があり、TBSの『中居正広の金曜日のスマたちへ』の企画にて紹介されたことがある。
  - 南口方面には、駅のロータリーを挟み東西に商店街がある。正面の道は辻堂海岸、辻堂海浜公園方面に通じている。湘南工科大学は、海岸方面に向かって10分ほどの所にある。また、辻堂太平台の引地川富士見橋には正月恒例の箱根駅伝の藤沢ポイントがある。
  - 西口方面は、すぐに茅ヶ崎市との境界があり、厳密にはこの地域（茅ヶ崎市内）は辻堂では無いが、駅を中心とした括りから辻堂地区として扱われることが多い。西口北側は、パナソニック株式会社 エナジー社（旧松下電池工業）の工場がある他は住宅街である。西口南側には商店街が続いており、この道は海岸方面（国道134号線、浜須賀地区）に通じている。
- 藤沢市の行政上、辻堂地区は、以下の地域としている。
  - 辻堂、辻堂元町、辻堂太平台、辻堂東海岸および 辻堂西海岸の各全域
- 大字としての辻堂には、辻堂地区のほか、以下の明治地区が含まれる。
  - 辻堂神台一丁目、同二丁目の一部
  - 辻堂新町一丁目-三丁目の一部および四丁目
  - 城南一丁目の一部
  - 羽鳥一丁目および五丁目の一部

### 河川
- 引地川

### 海洋
- 相模湾

## 歴史

### 地名の由来
村の中心（現在の辻堂元町）に、鎌倉道との十字路に寺があり、「四ッ辻のお堂」から転じて辻堂となったといわれる。十字路の場所は、諸説ある。

### 沿革
- 古墳時代前期（300年-500年ころ） - 引地川右岸（後の字高山）に低地遺跡が出現、土師式土器が出土。
- 平安時代中期（10世紀） - 現在の鵠沼、辻堂、大鋸および西富を、相模国高座郡土甘[1]郷とする。
- 平安時代末期（長治年間） - 土甘郷を含む大庭御厨成立。
- 鎌倉時代 - 辻堂および茅ヶ崎を含む広域の地名で「八的ヶ原」（やまとがはら）[2]後に、「八松ヶ原」（やつまつがはら）[3]と呼ばれる。
- 寿永元年（1182年） - 源平盛衰記の佐々木高綱が木曾義仲追討の軍陣に加わり上洛の際、「十七騎にて打て殿原々々とて、稲村、腰越、片瀬川、砥上原、八松原馳過て」と記述。
- 文治元年（1185年） - 平家物語の平宗盛の東下りのなかに「足柄の山もうち越えて、小余凌木の森、鞠子川、小磯、大磯の浦々、やつまと、砥上が原、御輿が崎をもうち過ぎて」と記述。
- 貞応2年（1223年） - 海道記の「一六 逆川[4]より鎌倉」中に、「八松」として記述[5]される。
- 建武2年8月19日（ 1335年9月6日） - 中先代の乱の一部である「辻堂・片瀬原の合戦」で、足利尊氏の軍勢が、北条時行の軍を破り鎌倉に攻め込む。
- 永禄2年2月12日（1559年3月20日） - 北条氏康が作成した小田原衆所領役帳に、「辻堂」の名前が記録として初めて残る[6]。
- 天正18年（1590年） - 天領となる。
- 享保13年（1728年） - 享保の改革の一環で、相州炮術調練場を設置する。
- 慶応4年6月17日（1868年8月5日） - 新設した神奈川府の所属となる。
- 明治元年9月21日（1868年11月5日） - 神奈川府を神奈川県へ改称する。
- 明治4年11月14日（1871年12月25日） - 高座郡が足柄県所属となる[7]が、直後に神奈川県へ移管される。
- 明治5年（1872年）3月 - 小笠原東陽が、羽鳥に私塾「読書院」（現在の藤沢市立明治小学校）を開く。
- 1873年（明治6年）5月1日 - 神奈川県が区番組制を施行し、辻堂村は第17大区となる。小字および地番が制定される。
- 1874年（明治7年）6月15日 - 神奈川県が区番組制を廃止し、大区小区制を実施。これにより、「区」を「大区」、「番組」を「小区」へ改称した。
- 1878年（明治11年）7月22日 - 神奈川県が大区小区制を廃止する。
- 1878年（明治11年）11月18日 - 郡区町村編制法により、行政区画としての高座郡辻堂村が編成される。
同年 - 読書院、入塾者が増加したため、新校舎を落成し、塾名を耕余塾に改め、変則中学となる。
この当時の村域は現在の辻堂地区、湘南大庭地区および明治地区に該当する。
このころ辻堂海岸は、日本海軍横須賀鎮守府の砲術試験場および陸戦演習場となる。
- 1887年（明治20年）7月11日 - 東海道本線の横浜 - 国府津間が開通、辻堂地区を横断する。
同年8月 - 耕余塾、小笠原東陽が没し、松岡利紀（東陽の娘婿）が塾長となり、耕余義塾に改称する。
- 1889年（明治22年）4月1日 - 町村制が施行され、辻堂村、大庭村、羽鳥村および稲荷村が合併し、明治村となる。（明治の大合併）
- 1897年（明治30年）9月8日 - 耕余義塾、大風で全学舎が倒壊する。
- 1900年（明治33年） - 耕余義塾、再建できず、閉塾する。
- 1908年（明治41年）4月1日 - 明治村、藤沢大坂町および鵠沼村が合併して、藤沢町となる。
- 1916年（大正5年）12月1日 - 東海道本線の辻堂駅が開業。
- 1921年（大正10年）6月9日 - 東海土地電気株式会社が、茅ヶ崎-辻堂-鵠沼間の電気鉄道敷設免許を申請する。
- 1922年（大正11年）3月3日 - 東海土地電気株式会社が、大船-鵠沼-辻堂-茅ヶ崎間の電気鉄道建設を出願し認可を受ける。
関東大震災により、敷設を断念。後に、東海土地電気株式会社は、1926年（大正15年）7月、江ノ島電気鉄道（後の江ノ島電鉄）へ事業譲渡し解散。
- 1924年（大正13年）6月28日 - 辻堂郵便局が、辻堂駅西通りに新築移転される。
- 1925年 - 遠藤新設計の旧近藤邸（国の登録有形文化財（建造物））が、辻堂東海岸に建てられる。
- 1926年（大正15年） - 辻堂海岸に、横須賀海軍砲術学校辻堂演習場が置かれる。
- 1932年（昭和7年）1月7日 - 辻堂電信局が開業。
- 1933年（昭和8年）9月24日 - 辻堂駅前に振興会が誕生。
- 1937年（昭和12年）8月 - 小松熱練工業（現在の関東特殊製鋼）が、辻堂駅北口に辻堂工場を竣工。
- 1937年（昭和12年）12月 - 小松熱練工業辻堂工場が完成し、小松熱練工業が辻堂に移転。
- 1940年（昭和15年）10月1日 - 藤沢町が市政を敷き、藤沢市となる。
- 1940年（昭和15年）12月 - 辻堂と鵠沼の両漁業組合が合併する。
- 1943年（昭和18年）10月1日 - 辻堂駅北口に、日本海軍第一衣糧廠辻堂支廠（後に、片倉製糸工場となる。）が設置される。
- 1944年（昭和19年）4月 - 平塚高等家政女学校（現在の鵠沼高等学校）が辻堂へ移転し、相模女子商業学校となる。
- 1944年（昭和19年）8月25日 - 浜見山に、官立無線電信講習所が藤沢分教場（後の電気通信大学藤沢分校）を設置。
- 1945年（昭和20年）2月21日 - 辻堂駅南口に、横浜興信銀行（現在の横浜銀行）辻堂支店が開業。
同年4月1日 - 辻堂国民学校（現在の藤沢市立辻堂小学校）開校。当時は藤沢市立明治中学校用地に併設する形だった。
同年4月2日 - 連合国軍B-29（京浜襲来60機の一部）が、辻堂地区上空に飛来。
同年5月8日 - 辻堂国民学校、藤沢市立明治中学校用地から現在地に移転。
同年7月1日 - 日本陸軍第140師団歩兵第403連隊が、辻堂に駐屯。
同年9月 - 相模女子商業学校、辻堂から清浄光寺（遊行寺）境内へ移転。
同年9月2日 - 横須賀海軍砲術学校辻堂演習場を、連合国が接収。
同年12月18日 - 辻堂駅で爆発事故が発生。
- 1946年（昭和21年）12月8日 - 藤沢都市計画辻堂駅前土地区画整理を決定する[8]。
- 1947年（昭和22年）5月1日 - 藤沢市立明治中学校開校。
- 1951年（昭和26年）10月1日 - 市役所辻堂支所が設置される。
- 1952年（昭和27年）7月26日 - 連合国軍に接収された演習場が、在日米海軍辻堂演習場となる。
- 1955年（昭和30年）3月5日 - 辻堂郵便局での電話交換事務を廃止する[9]。
同年3月6日 - 藤沢電報電話局辻堂分室を設置する[10]。
- 1956年（昭和31年）4月1日 - 旧電気通信大学藤沢分校の木造校舎を改修し、校地7270坪で藤沢市立湘洋中学校の開校が決定。職員13人をもって開校。
- 1959年（昭和34年）4月1日 - 藤沢市立明治小学校後山分校開校。
同年6月25日 - 在日米海軍辻堂演習場が返還され、国有地および県有地となる。
同年10月1日 - 藤沢市立明治小学校後山分校、藤沢市立八松小学校として独立。
- 1961年（昭和36年）4月1日 - 学校法人相模工業学園設置、相模工業高等学校開校。
- 1962年（昭和37年）3月15日 - 元演習場のうち47,582.21坪が日本住宅公団へ現物出資される。
同年4月1日 - 藤沢市立白浜養護学校が、藤沢市立鵠洋小学校内に開校。同年7月10日現在地に移転。
同年10月 - 松下冷機藤沢工場開設。
- 1963年（昭和38年） - 相模工業大学（現湘南工科大学　機械工学科、電気工学科）が開学。
- 1964年（昭和39年）4月1日 - 藤沢市立高砂小学校、藤沢市立辻堂小学校内に開校。同年9月1日現在地に移転。
同年10月 - 日本住宅公団辻堂団地の入居開始。
同年10月6日 - 藤沢駅-辻堂団地間のバス運行開始。
- 1967年（昭和42年）10月1日 - 辻堂元町、辻堂太平台、辻堂東海岸および辻堂西海岸の住居表示を実施。
- 1968年（昭和43年）10月1日 - 辻堂神台、辻堂新町、羽鳥および城南の住居表示を実施。
- 1969年（昭和44年）4月 - 辻堂行政センター完成。
- 1969年（昭和44年）11月7日 - 藤沢電報電話局辻堂分室を廃止する[11]。
- 1970年（昭和45年）4月1日 - 藤沢市立浜見小学校開校。
4月 - 藤沢市道藤沢駅辻堂駅線（東海道本線沿いの延長3,540mの道路）が開通。
- 1971年（昭和46年）4月1日 - 県立辻堂海浜公園が開園。
- 1973年4月1日 - 藤沢市立高浜中学校開校。
同年6月 - 県が、辻堂銀座商店街をモデル商店街に指定。
- 1976年10月 - 明治市民センターに明治公民館を併設。
- 1977年11月 - 辻堂駅、橋上駅が完成。南北自由通路が開通。
- 1978年（昭和53年）1月 - 辻堂市民センターに辻堂公民館を併設。
同年5月29日 - 東急ストア辻堂店で火災 (PDF) が発生。死者1名、負傷者6名。
- 1989年（平成元年） - 相模工業大学、法人名および大学名を湘南工科大学に改称
- 1993年（平成5年）7月 - 辻堂市民図書館開設。
- 1994年（平成6年）11月 - 湘南辻堂地下道開通。
- 1999年（平成11年）7月18日 - 辻堂の住居表示を実施。
- 2002年（平成14年）11月 - 関東特殊製鋼が本社所在地の全面撤退を表明。
- 2005年（平成17年）7月7日 - 関東特殊製鋼跡地の再開発地区の愛称が「湘南C-X」に決定。
- 2007年（平成19年）3月28日 - 明治市民センター内に「明治郷土史料室」を開設。
同年11月26日 - 辻堂駅北口バスターミナルを仮設の交通広場に移設。
- 2009年（平成21年）3月11日 - 北口交通広場供用開始。
同年3月 - パナソニック藤沢工場を閉鎖。

### 町名の変遷
- 1873年（明治6年）5月1日 - 以下の小字が制定される。括弧内は地番。
餅塚(1-362)、西神台(にしかんだい。363-517)、東神台(ひがしかんだい。518-818)、初タラ(はったら。819-1164)、堺田(1165-1339)、熊ノ森(1347-1812)、土打(1813-2416)、後山(2417-2881)、一ノ坪(2882-3520)、ガル池(3521-3834)、高山(3835-4350)、猪王面(4351-4529)、大荒久(4530-4960)、長久保(4961-5167)、堂面(どうめん。5168-5542)、出口(5543-5787)、久根下(くねじた。5788-6087)、砂場(6088-6397)、高砂(たかすな。6398-6768)、勘久(かんきゅう。6769-6951)、砂山(6952-6957)、弥平田(6958-7130)、大ヤゲン(7131-7234)、浜見山(7235-7264)、チョン(7265-7338)、地蔵袋(7389-7459)
- 1967年（昭和42年）10月1日 - 辻堂元町、辻堂太平台、 辻堂東海岸および辻堂西海岸の住居表示を実施[12]
- 1968年（昭和43年）10月1日 - 辻堂神台、辻堂新町、城南および羽鳥の住居表示を実施[13]
- 1999年（平成11年）7月18日 - 辻堂の住居表示を実施[14]
変遷表は、各町名記事を参照。

## 学校
- 湘南工科大学
- 湘南工科大学附属高等学校
- 藤沢市立湘洋中学校
- 藤沢市立高浜中学校
- 藤沢市立辻堂小学校
- 藤沢市立明治小学校
- 藤沢市立八松小学校
- 藤沢市立高砂小学校
- 藤沢市立浜見小学校
- 藤沢市立白浜養護学校

### 幼稚園
- のぞみ幼稚園

## 名所・旧跡・観光スポット・祭事・その他
- 宝珠寺 - 辻堂の地名の由来ともされる寺院。
- 宝泉寺 -  辻堂の地名の由来ともされる寺院。
- 養命寺
- 柏山稲荷神社

## 楽曲
- 浜辺の歌
- 夜風のオン・ザ・ビーチ - サザンオールスターズ
- ひねくれて藤沢 - 扇愛奈

## 居住した主な著名人
- 阿部昭
- 安藤元雄
- 石井美樹
- 扇一平
- 片岡球子
- 川田順
- 木下惠介
- 小島邦裕
- セイン・カミュ
- ちあきなおみ
- 飛嶋繁
- 中居正広
- 中村武羅夫
- 林隆三
- 船村徹
- 宮原昭夫
- 山田宗睦
- 吉田聡